# 특별자치시
특별자치시(特別自治市, 영어: Special Self-Governing City)는 대한민국의 행정 구역이다. 2009년 4월 21일 국회 행정안전위원회 소속 국회의원들은 행정중심복합도시의 법적 지위를 '정부 직할의 특별자치시'로 확정하고, 국가위임사무도 원칙적으로 특별자치시에 위임하기로 합의하였다.
2012년 7월 1일 출범한 세종특별자치시가 현재 대한민국의 유일한 특별자치시이다.

## 설립 근거 법령 및 특별법
- 지방자치법[3]
- 세종특별자치시 설치 등에 관한 특별법[4]

## 사건·사고 및 논란

### 충청남도 세종시안과 정부 직할 세종특별자치시안 대립
2007년 5월 9일 충청남도는 행정자치부 주재 회의에서 "행정도시를 '충청남도청 산하 기초단체'로 만들되 예정지역뿐 아니라 연기군 전 지역을 행정도시 관할구역으로 편입해 '도농복합시'를 설치해야 한다"는 입장을 밝혔으나 충청남도 안에서도 의견이 엇갈리고 있다. 면적과 인구의 절반이 행정도시에 포함되는 연기군은 "행정도시를 기초자치단체로 규정해야 한다"는 충청남도청의 입장을 지지했다. 하지만 공주시는 "행정도시 주변지역에 포함되면서 주민들이 각종 재산권 규제로 고통받고 있으므로 주변지역은 행정도시 행정구역에서 제외해 달라"는 의견을 행정자치부에 제출했다.
한편, 충청북도는 "행정도시의 법적 지위는 '정부 직할 광역자치단체'로 두는 것이 바람직하다"는 입장이다. 충청북도청은 "행정도시 관할 구역은 예정지역으로만 하고 주변지역은 제외하는 것이 좋다"며 "만약 주변지역을 포함한다면 주민투표를 실시해야 한다"고 밝혔다. 행정도시 관할 구역은 예정지역으로만 하고 주변지역은 제외하는 것이 좋다는 것이 충청북도청의 입장에 가까운 셈이다.
2007년 5월 21일 행정자치부는 충남 연기·공주 지역에 들어설 행정중심복합도시의 법적 지위는 제주특별자치도의 형태와 같은 ‘광역+기초’ 단체로 하는 내용의 행정복합도시 법적 지위 및 행정구역 범위를 담은 입법예고안을 '행정자치부 공고 제 2007-81호'로 공고하는 한편 이를 이날 오전 10시 33분 행정자치부 홈페이지에 등재했다. 이와 관련하여 행정중심복합도시건설청 관계자는 “행정중심복합도시 세종의 법적 지위는 이로써 정부 직할의 광역자치단체로 가닥이 잡힌 것”이라며 “따라서 입법예고한 대로 관련 법률이 확정될 경우 세종시의 정식 명칭은 ‘세종특별자치시’가 된다”고 말했다. 이 관계자는 또 세종특별자치시는 광역과 기초를 겸하는 ‘단층제’ 형태로서 제주특별자치도와 비슷한 개념의 법적 지위를 갖게 될 전망“이라며 ”예를 들어 대전광역시만 해도 광역시 아래에 자치권을 가진 구(區)가 있지만 세종특별자치시는 자치구 없이 시 행정을 직접 관할하게 될 것“이라고 말했다.
이와 관련하여 충청북도청은 행정도시가 정부의 직할 자치단체로 규정된 법적 지위에 대해서는 그동안의 요구가 수용됐다며 환영하고 있다. 그러나 행정구역에 행정도시의 주변지역으로 지정된 청원군 부용면 8개리와 강내면 3개리가 편입된데 대해서는 받아들일수 없다는 입장이다. 이들 지역이 세종시에 편입되면 당장 인구 8천명이 줄고 지방세와교부세가 연간 2백억원가량 감소하는 불이익이 예상되기 때문이다. 김재욱 청원군수는 이날 기자회견을 갖고 해당 지역주민들이 반대하고 있고 청원군청도 지역발전에 타격을 입게 된다며 주민투표를 통해 결정해 줄 것을 정부에 요구했다. 청원군의회도 성명서를 통해 행정도시 행정구역 입법예고를 즉각 철회하고 정부는 주민투표법에 의한 주민투표에 의거해 결정하라고 촉구했다.
2007년 5월 31일 충청남도청은 ‘세종특별자치시 설치 등에 관한 법률안’에 대하여 논의를 유보하거나 부득이 법령 제정이 필요하다면 도·농복합 형태의 특례시를 설치해야 한다는 의견을 행정자치부에 제출했다.
2007년 6월 11일 충청남도의회 의원들은 세종시 설치법안 제정과 관련한 건의문을 행정도시 건설 주무부처인 행정자치부와 국회에 전달하는 등 법안의 조기입법 부당성을 수차례 주장했다. 이들은 현재 건설 초기 단계인 행정도시의 법적 지위가 반드시 광역자치단체 수준이어야 하는지를 면밀히 검토하라며 행정도시가 2030년 인구 50만명 유치를 목표로 하고 있지만 2007년 10월 현재 인구가 4만4000명에 불과하므로, 세종도시 설치 시기인 2010년이 된다 해도 인구가 읍(邑) 규모에 해당하는 5만여 명에 지나지 않을 것이 뻔한데, 굳이 인구 100만명 수준의 광역자치단체 지위를 부여하는 것이 타당하지 않다고 주장했다. 즉, 도시가 성장하고 인구가 유입된 뒤 법적 지위를 부여해도 늦지 않다는 것이다.
2007년 11월 13일 오후 2시 민주노동당 충남·북 대전시당은 충청남도청에서 기자실을 찾아 기자회견을 갖고 ‘세종특별자치시의 법적지위’에 대해 ‘충청남도청 산하 기초자치단체’로 한다는 내용 등의 입장을 밝혔다. 임성규 민주노동당 충청남도당 위원장은 “정부의 세종특별자치시의 법적지위에 있어 충청남도청 산하 기초자치단체로 하고, 향후 세종시가 일정한 조건과 환경이 마련되면 독자적인 광역시로 승격하는 방안을 제시한다”며 이같이 밝혔다. 임성규 위원장은 “세종시의 관할구역에 있어 현재 추진 중인 충남 공주시 일부지역, 충북 청원군 일부지역은 정치적인 목적으로 포함됐다고 보이며, 무엇보다 주민들의 반대가 많아 편입을 반대하며, 그 대안으로 연기군 전 지역을 행정도시구역에 포함한다는 내용을 담았다”고 말했다.
2008년 9월 19일 심대평 자유선진당 대표 최고위원이 행정중심복합도시인 ‘세종특별자치시(이하 세종시)’와 관련, 세종시의 관할구역에 기존 예정지역과 주변지역 외 연기군 잔여지역까지 모두 포함하는 내용을 담은 ‘세종시 설치 및 운영·지원에 관한 특별법’을 발의했다고 밝혔다. 심대평 대표는 “수도권 과밀화와 지방 공동화를 막는 ‘상생 균형발전 정책’이 바로 행복도시 건설”이라며 “충청권 뿐 아니라, 대한민국 전체가 상생할 수 있는 상징적 도시가 건설ㆍ운영될 수 있도록 하는 법안을 만들고자 노력했다”며 법안 발의 배경을 설명했다.
2009년 2월 23일 국회 행정안전위원회 법안심사소위원회에서 자유선진당 심대평 대표 등이 발의한 3개의 '세종시특별법'을 심의했으나 세종시의 법적지위를 놓고 한나라당은 충청남도 산하 특례시'를 주장하고 있는 반면 민주당 및 자유선진당은  정부직할 특별시를 요구하는 등 의견이 맞서면서 결국 2009년 4월 국회로 심의가 미뤄졌다.
2009년 2월 24일 자유선진당은 정책성명을 통해 "세종시를 특례시로 하자는 것은 결국 그동안 떠돌던 행복도시 축소론을 공식화한 것"이라며 "특례시로 지정한다는 것은 중앙정부의 지원을 축소·중단하고, 충남도 차원에서 소규모 개발로 선회하겠다는 책략"이라고 주장했다.
2009년 2월 25일 자유선진당 심대평 대표는 국회에서 기자회견을 열어 "세종시를 정부가 직접 관리하는 '특별자치시'로 해야 한다"고 거듭 주장했다. 심대평 대표는 "국토균형발전이라는 정책목표로 국가 차원에서 건설되는 행정중심복합도시임을 감안, 정부가 직접 관리하고 지원하는 도시로서 특수한 법적지위가 반드시 필요하다"면서 "충남 공주시와 연기군, 충북 청원군 등 2개도 3개시·군을 포괄하는 정부 직할의 도시를 만들자는 것이 '특별자치시'"라고 설명했다.
같은 날 민주당 충청남도당(위원장 양승조)도 '이완구 충청남도지사에게 보내는 공개 질의'를 통해 세종시가 충청남도 산하 특례시가 되는 것을 반대하고 나섰다. 민주당 충청남도당은 "정부와 한나라당이 세종시를 충청남도 산하 특례시로 제시한 이완구 충청남도지사의 안에 만족한다'고 했는데, 과연 세종시를 충청남도의 한 지역시로 만드는 게 충청도민들의 요구였느냐"며 한나라당을 비난했다.
반면 한나라당 충청남도당 김태흠 위원장은 같은날 오후 기자간담회를 통해 "세종시가 특례시가 되느냐, 특별자치시가 되느냐가 중요한 것이 아니고 원안대로 제대로 추진되느냐가 중요한 것"이라며 "지금은 정치권이나 사회단체들이 하나가 되어 중앙정부와 정치권에 우리 요구를 관철시키는 일이 시급하다"고 말했다. 이어 "자유선진당은 그동안 세종시법 제정이 한나라당의 반대로 불투명해지고 있다면서 자신들의 책임은 회피해 왔다"며 "그러나 이제 한나라당이 본격적으로 세종시법 제정에 나서자 이제는 실체도 없는 '축소론'과 '음모론'을 제기하면서 남의 탓만 하고 있다"고 비난했다.
이에 대해 시민단체들은 한나라당이 '세종특례시'안을 들고 나온 것은 세종시를 축소, 변질시키려는 음모라고 주장했다.
2009년 2월 26일 충청북도의회는 기자회견을 갖고 “세종시는 정부 직할 특별시로 건설해야 한다”고 촉구했다. 충청북도의회는 이날 “‘세종시 건설 특별법’ 심의 결과와 관련해 정부 직할의 특별시가 아닌 기초자치단체 성격의 특례시로 만들려는 움직임에 대해 크게 실망하고 있다”고 밝혔다. 이어 “본 법안심사위원회에서는 2008년 12월 단일안으로 만든 ‘세종시 설치법(안)’을 무시하고 3월 말까지 정부(안)을 만들어 4월에 다시 심의한다는 데 이에 대해 유감스럽게 생각한다”며 “충청북도민이 우려하는 대로 법적 지위에 있어 의원 발의안에 있는 내용을 변형시켜 중앙정부 직할의 특별자치시가 아니라 기초자치단체 성격의 특례시로 한다면 충청북도는 행정도시에서 완전히 소외된다”고 비난했다.
2009년 3월 18일 충청남도의회는 제223회 임시회 제3차 본회의를 열고 세종시의 법적 지위에 대한 논의를 벌였지만, 한나라당 의원들은 충청남도 산하의 특례시를, 자유선진당 의원들은 정부직할의 특별자치시를 각각 주장하며 의견 차이만 확인했다. 한나라당 소속 이창배·이기철·황화성 의원은 세종시가 정부직할의 특별자치시가 될 경우 도세의 감소로 충청남도청의 위상이 급격히 위축될 것이 확실한 만큼 충청남도 산하의 특례시로 가야 한다고 주장한 반면, 자유선진당 소속 유환준·김동일 의원은 장기적인 관점에서 충청권의 발전을 위해서는 정부 직할의 특별자치시가 돼야 한다고 맞섰다. 이날 논의 과정에서 일부 의원은 고성을 지르며 퇴장해 눈살을 찌푸리게 하기도 했다. 이에 따라 충청남도의회는 세종시의 법적지위에 대한 충청남도의회의 의견을 결정하는 ‘세종시 설치관련 충남도의회 의견 제시의 건’을 오는 27일 제4차 본회의에서 다시 논의하기로 했다.
2009년 3월 19일 충청남도의회 강태봉 의장을 비롯한 한나라당 소속 의원들은 충청남도청 기자실에서 기자회견을 갖고 세종시의 법적지위를 ‘정부직할 특별자치시’로 의견을 모았다고 밝혔다. 강태봉 의장 등은 ▲세종시의 법적지위는 정부직할 특별자치시로 하되 행‧재정적 특례조항을 반드시 포함해야 한다 ▲세종시 관할 구역은 예정지역 및 주변지역 외에 연기군 잔여지역을 포함하여야 한다는 2개 항을 발표했다. 그러나 강태봉 의장 등은 “충청남도민이라면 충청남도 산하의 특례시로 가야 한다는 것이 가장 합리적이며, 도민의 이익에 부합하는 것이라 의견을 모았었다”며 “우리 속담에 ‘죽 쒀서 개 준다’는 말이 있는데, 행정중심복합도시가 충청남도 산하가 아닌 광역시로 간다면 바로 그런 꼴이 되는 것이라 생각한다”고 불편한 속내를 내비쳤다.
2009년 4월 16일 오후 국회 행정안전위원회 법안심사소위원회 권경석 위원장은 속개된 회의에서 “자치권 행사에 있어 정부 직할 광역시의 지위를 부여하고, 교육자치는 종전과 같이 하도록 한다”고 밝혔다. “교육자치는 종전과 같이 한다”는 말은 교육감을 선출하지 않는다는 뜻이다. 명칭은 ‘세종특별자치시’로 합의됐다. 자유선진당 권선택 원내대표가 권경석 위원장을 만나 이 같은 합의를 이끌어낸 것으로 전해졌다. 이와 관련하여 행정중심복합도시사수연기군대책위원회는 “‘광역단체의 지위를 부여한다’는 것은 ‘광역자치단체다’라고 판단할 수 있으나 의도에 따라서는 기초자치단체로 하면서 광역의 특례사항을 일부 부여한다고 해석 할 수도 있기에 여전히 논란의 소지가 있다”고 우려했다.
2009년 12월 18일 김해수 대통령실 정무비서관은 세종시 수정추진에 대한 충청권의 여론을 살피려고 대전을 찾아 한 음식점에서 기자들과 만나 논란을 빚는 세종시(행정중심복합도시)의 법적지위와 관련, "광역자치단체든 기초자치단체든 별도의 법적지위를 부여할 것"이라고 밝혔다. 김해수 정무비서관은 "세종시를 연기군 산하 자치단체로 돌리지는 않을 것"이라며 "현재 국회에 계류 중인 세종시특별법은 세종시 발전방안(대안)이 제시되는 시점과 맞물려 국회를 통과할 것으로 본다"고 덧붙였다.
2012년 7월 2일 인구 12만명의 세종특별자치시의 공식 출범식이 열리고 세종특별자치시청이 업무를 시작했다.

### 새만금특별자치시 통합 및 신설 주장
2009년 9월 2일 전라북도의회 유창희 의원은 제263회 임시회 5분 자유발언을 통해 "새만금 명품복합도시 개발의 유발효과와 브랜드 가치 극대화를 위해 장기적으로 '새만금특별자치시'를 설치하는 것도 하나의 방법이다"라며 논란 종식의 대안으로 전격 제안했다. 유 의원은 "새만금과 인접해 있는 시군이 행정구역 설정문제로 출발단계부터 심각한 갈등상태에 있다는 것은 자칫 세계적 명품도시로 거듭날 새만금의 꿈을 앗아가지 않을까 우려된다"며 이같이 밝혔다.
2009년 9월 9일 한나라당 전라북도당(위원장 유홍렬)은 전라북도의회 브리핑룸에서 기자회견을 갖고 "새만금을 일사불란하게 집중적으로 개발하기 위해서는 단일 행정구역으로의 통합이 필요하다"며 "이를 위해서는 군산시와 김제시, 부안군이 행정적으로 통합해 가칭 '새만금특별자치시'인 단일 행정자치단체로 출범해야 한다"고 밝혔다. 유홍렬 위원장은 "'새만금특별자치시' 통합 설치는 전북도에서 추진하고 있는 새만금 경제자유구역청사업 등 각종 새만금 사업 추진을 원활하게 도와주게 될 것"이라며 "무엇보다도 '새만금특별자치시'의 통합이 이루어진다면 2114km2의 광활한 면적에 100만 이상 인구의 대도시로 태어나 대중국과 환황해권의 전진 허브로 태어날 수 있는 기반이 되며 장기적으로는 장항, 서천 등을 포함하는 서해안의 중심 요충지로 발돋움할 것"이라고 강조했으며 이를 위해 "도당에서는 통합과 관련, 이미 한나라당 중앙당, 관계 부처와 교감을 가진 바 있고 도내 각계 각층의 도민 의견수렴 과정에서도 반드시 이루어져야 된다는 공감대를 확인한 바 있다"고 말했다. 이어 "군산, 김제, 부안 자치단체 주민들의 공감대만 이루어진다면 중앙정부로부터 최대한의 지원을 받을 수 있도록 한나라당 전라북도당에서 앞장 서겠다"고 밝혔다. 특히 유 위원장은 "필요하다면 '통합추진지원본부'를 설치, 새만금특별자치시 통합 뿐 아니라 도내 다른 자치단체간 자율통합에 있어서도 지원 요청시 언제든지 협조할 계획"이라며 "통합된 새만금특별자치시가 반드시 이루어질 수 있도록 해당 자치단체 주민과 도민들의 적극적인 성원을 당부드린다"고 말했다.
새만금지역은 행정구역상 2시1군 19개 읍·면·동으로 군산시, 김제시, 부안군에 걸쳐 총 401km2에 이르며 뉴욕 맨해튼의 5배, 서울특별시 면적의 3분의2, 행정복합도시로 새롭게 탄생되는 세종특별자치시 면적의 5.7배에 달한다.
2010년 10월 15일 전라북도청을 방문한 맹형규 행정안전부 장관은 도내 지자체간 미묘한 갈등을 보이고 있는 새만금 행정구역 개편에 대해 "매우 골치 아픈 일이지만 새만금 내부개발에 있어 중요한 일인 만큼 분쟁이 비교적 적은 3~4호 방조제 구간에 대해서는 제5차 중앙분쟁조정위원회에서 결론을 낼 것으로 본다"며 "나머지 구간에 대해서도 지자체간의 협의점을 도출해 내 조속히 마무리될 수 있도록 노력하겠다"고 말했다. 다만, 새만금특별자치시 논의여부에 대해서는 너무 민감한 문제라며 답변을 피했다.

### 울산산업특별자치시 대선공약 추진
2007년 5월 29일 한나라당 정갑윤 의원이 경상일보에 특별기고를 통해 울산광역시의 산업특별자치시화를 주장하였다.
2007년 7월 9일 울산방문 첫 일정으로 가진 기자간담회에서 한나라당 대선 경선후보인 박근혜 전 대표가 울산국립대 이후 새로운 발전 전략으로 주목받고 있는 '울산산업특별자치시 승격'을 대선 공약으로 삼겠다는 뜻을 밝혔다. 박 전 대표는 울산광역시청과 지역정치권, 상공계 등이 울산의 지속가능한 발전을 위해 추진하고 있는 산업특별자치시 승격에 대한 입장을 묻는 기자의 질문에 대해 "지역에서 특별법안 등을 잘 준비해 건의해 오면 함께 힘을 모아 나가겠다"며 원칙적인 찬성 입장을 밝혔으며 이어 "우리나라가 21세기 선진국으로 도약하는데 울산의 큰 역할을 기대한다"면서 "울산의 산업특별자치시 승격을 지역의 대표적인 공약으로 삼겠다"고 약속했다.
2007년 9월 27일 울산광역시청에 따르면 대통령선거를 앞두고 각 정당과 후보들이 '울산산업특별자치시'를 공약화 하도록 요구할 방침이다. 이에 따라 현재 울산광역시청 각 부서와 산하 사업소별로 대선에서 공약화할 현안사업들을 정리하고 있으며, 산업특별자치시 추진과 자유무역지역 지정, 울산신항만 적기 건설, 동-남구를 잇는 울산대교 건설 약속 등이 손꼽히고 있다. 이같은 움직임에 발맞춰 한나라당 울산광역시당은 대선 전에 '울산산업특별자차시 법률안'을 발의하기로 하는 등 적극성을 보이고 있다. 한나라당 정갑윤(울산 중구) 의원은 "지역출신 의원들이 앞장서 산업특별자치시 관련 법안을 발의할 예정"이라며 "산업도시의 특성에 맞기 때문에 당에서도 대선공약화할 가능성이 높고 국회심의 과정에서도 논란이 없을 것"이라고 말했다.
이에 대해 울산광역시청 관계자는 "제주특별자치도청 출범 후 부산광역시청 등 각 지방자치단체의 특별자치시 추진 움직임이 잇따르고 있으나 시.도가 먼저 나설 경우 실현가능성이 낮다"며 "이 때문에 대선을 계기로 각 정당의 공약화를 먼저 유도한 뒤 필요한 후속조치에 나설 방침"이라고 말했다.
2007년 10월 14일 법안을 대표 발의할 국회 행정자치위원회 한나라당 간사인 정갑윤(울산 중구) 의원과 용역을 맡은 울산발전연구원(원장 서근태)이 밝힌 (가칭)울산산업특별자치시 설치 및 운영에 관한 법률안의 기본 내용은 △기업의 창업유치 자율화 △기업활동 용지 개발자율화 △기업이 자유롭게 활동할 수 있도록 하는 행정의 지원책 △산업인력 유치·지원책 마련 등 4개 골격으로 중장기 산업발전을 가속화 시키기 위한 '맞춤식' 자치법으로 돼 있다.
이 법안은 울산지역 기업의 창업유치 자율화 등 산업발전에 국한했으며 행정자치를 포함한 포괄적 특별법인 '제주특별자치도'와는 확연히 다르다는게 특징이다. 이에 대해 정갑윤 의원은 "법안 발의를 위해 울산시와 시의회, 그리고 전문가들과 많은 논의를 거치게 될 것"이라고 말했다.
2007년 12월 3일 울산방송(ubc)이 특별기획으로 마련한 '대통령후보에게 듣는다'에 4번째로 출연한 무소속 이회창 후보가 자신의 대표공약인 지방분권 연방제와 울산시가 추진하고 있는 산업특별자치시가 '닮은 꼴'이라고 밝혔다. 울산대학교 정책대학원 정준금 교수의 사회로 진행된 이날 방송에서 이 후보는 "전국 5~6개의 연방제 수준의 지방정부를 만들고 핀란드와 싱가포르와 같은 강소국 5, 6개가 모여 강한 대한민국 건설이 이번 대선의 비젼"이라며 "울산의 산업특별자치시 정책은 국내 경쟁이 아닌 세계 경쟁력을 갖추는 것"이라고 강조했다.

### 광주특별자치시 및 부산특별자치시 주장
2012년 6월 29일 민주통합당 대통령선거 경선후보인 조경태(부산 사하을) 의원은 광주광역시의회 브리핑룸에서 기자회견을 통해 광주 발전방향과 관련해 "부산·광주를 특별자치시로 지정해 국가균형발전과 신성장동력을 확보할 것이다"며 신재생에너지산업의 메카, 정보가전·광융-복합·자동차 첨단 부품소재 산업 육성, 호남고속선 조기완공 등을 제시했다.

## 행정 구역
세종특별자치시의 행정 구역에는 법정동, 행정동 및 읍과 면, 리가 있다.

## 같이 보기
- 특별시
- 특별자치도
- 대도시